# Kościół Matki Bożej z Syjonu

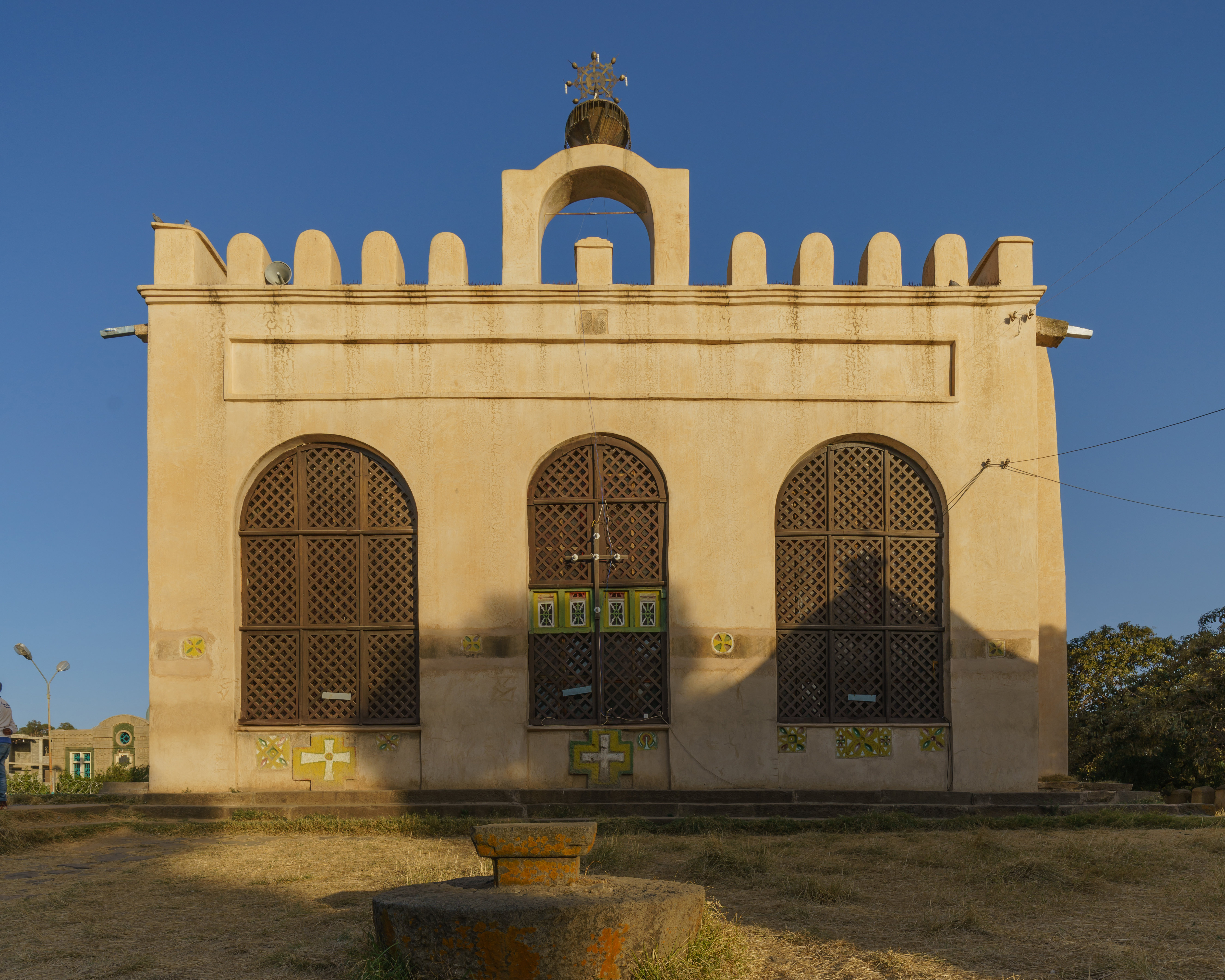
Kościół Matki Bożej z Syjonu

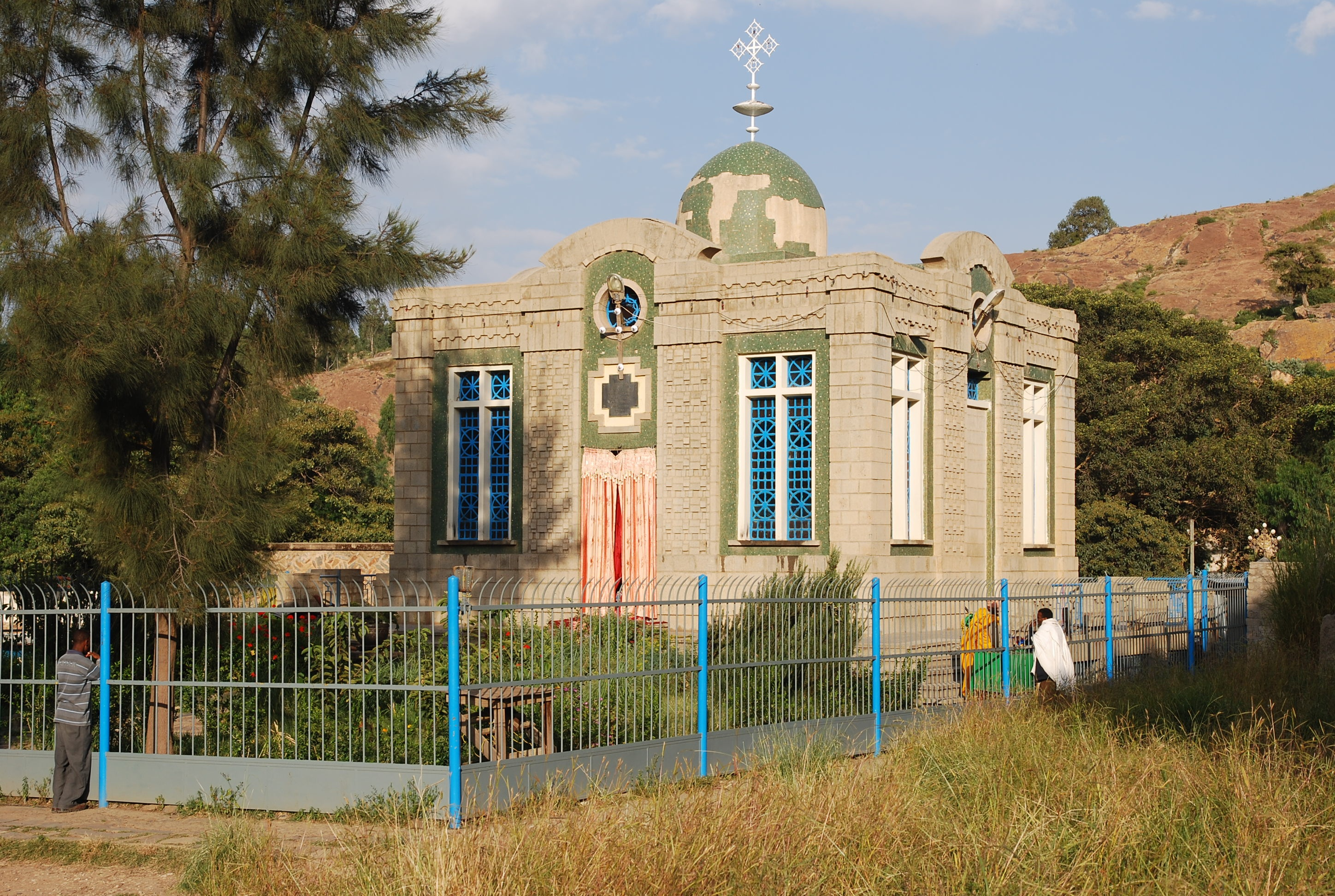
Kaplica Tablic

Kościół Matki Bożej z Syjonu, także Katedra w Aksum (amh. ርዕሰ አድባራት ቅድስተ ቅዱሳን ድንግል ማሪያም ፅዮን) – świątynia Etiopskiego Kościoła Ortodoksyjnego w Aksum w północnej części Etiopii, wzniesiona w XVII wieku w miejscu zniszczonego wcześniej kościoła pochodzącego najprawdopodobniej z IV wieku. 
Obok kościoła znajduje się nowy Kościół Matki Bożej z Syjonu oraz mniejsza kaplica – Kaplica Tablic – zbudowane przez cesarza Hajlego Syllasje I w 1964 i 1965. Według tradycji etiopskiego kościoła w starym kościele Matki Bożej z Syjonu przechowywano Arkę Przymierza, która ma się obecnie znajdować w Kaplicy Tablic. 
W 1980 ruiny starożytnego miasta Aksum zostały wpisane na listę światowego dziedzictwa kulturowego UNESCO.

## Historia
Dzisiejszy kościół Matki Bożej z Syjonu został wzniesiony w XVII wieku w miejscu zniszczonej wcześniej świątyni pochodzącej najprawdopodobniej z IV wieku – przypuszczalnie pierwszej świątyni chrześcijańskiej w Afryce zbudowanej przez władcę starożytnego Aksum Ezanę (320–360) po przejściu na chrześcijaństwo (lub też przez Kaleba (ok. 520)). Kościół Ezany mógł zostać zniszczony w IX wieku podczas najazdu królowej Gudit, a jego późniejsza odbudowana wersja miała zostać ponownie zniszczona przez Ahmada al-Ghaziego w 1535. 
Świątynię ufundowaną przez cesarza Fasiledesa (1632–1667) i cesarzową-matkę Ueld Saele konsekrowano w 1655/66 w obecności cesarzówny Jodyty. Restauracja w 1750 nadała budowli charakterystyczny styl gonderski.  
Kościół został zbudowany na planie kwadratu, otacza go kolumnada. Zachowały się barwne freski, m.in. przedstawiające dziewięciu apostołów.   
W środku, za westybulem, znajduje się część uznawana za świętą, do której wstęp mają jedynie duchowni. Pielgrzymi-mężczyźni mogą wejść do westybulu, podczas gdy kobiety muszą pozostać na dziedzińcu. Przed kościołem znajdują się kamienne trony, gdzie byli koronowani cesarze Etiopii.
Obok kościoła znajduje się nowy Kościół Matki Bożej z Syjonu wzniesiony w 1964 z inicjatywy cesarza Hajlego Syllasje I, do którego wstęp mają również kobiety. Z boku nowego kościoła wybudowano dzwonnicę. 
Pomiędzy świątyniami znajduje się również mniejsza kaplica – Kaplica Tablic – także wzniesiona przez cesarza Hajlego Syllasje I w 1965.  
W 1980 ruiny starożytnego miasta Aksum zostały wpisane na listę światowego dziedzictwa kulturowego UNESCO.
20 stycznia 2021 roku ponad 750 osób, które skryły się w kościele, zostało przez etiopskie wojska rządowe i amharską milicję wyprowadzone na zewnątrz i rozstrzelanych.

## Arka Przymierza
Według tradycji etiopskiego kościoła w Kaplicy Tablic przechowywana jest Arka Przymierza. Według przekazów z XIV wieku Menelik I – pierwszy król Etiopii i zgodnie z legendą syn królowej Saby i króla Salomona – miał przywieźć arkę z Izraela do Etiopii. Opiekę nad nią sprawuje dożywotnio wyłącznie jeden mnich – nikt inny nie ma do niej dostępu.